# Real Racing Club de Santander
El Real Racing Club de Santander, S. A. D., más conocido como Racing de Santander, Real Racing Club  o simplemente Racing, es un club de fútbol español con sede en la ciudad de Santander (Cantabria) que compite actualmente en Segunda División. Fue fundado el 23 de febrero de 1913 como Santander Racing Club.
Se constituyó legalmente el 14 de junio de ese mismo año. En 1922, el rey Alfonso XIII le concedió el título de «real». Lo que le permite portar la corona en su escudo. Es el único equipo cántabro que ha disputado la Primera División de España, en la que ha permanecido un total de 44 temporadas.
Entre sus logros destaca un subcampeonato de Liga en la máxima categoría (1930-31) y unas semifinales de la Copa del Rey en dos ocasiones (2007-08 y 2009-10). Después de finalizar en sexta posición en la temporada 2007-08, el Racing jugó por primera vez en su historia la Copa de la UEFA. Cabe destacar que, en sus primeros años, fue el virtual campeón de la inconclusa Liga Máxima en el contexto de la Liga Española de Foot-ball—celebrada en la temporada 1927-28 y precursora de la posterior competición liguera unificada—, ya que ostentaba el mayor número de puntos en el momento de finalizar prematuramente el torneo. 
En 1929 se convirtió en uno de los diez equipos participantes en la edición inaugural de la Primera División de España. Cuenta en su palmarés con dos ligas de Segunda División, una de Primera Federación, cuatro de Segunda B y tres de Tercera, más sendos campeonatos absolutos en Segunda, Primera Federación y Tercera. Su equipo filial, el Rayo Cantabria, ha ganado asimismo la Copa Federación en una ocasión.
Ocupa la 16.ª posición en la clasificación histórica de la Primera División y la 20.ª en la de Segunda. Cuenta con un Trofeo Pichichi en Primera, logrado por Salva Ballesta en el curso 1999-2000, y tres más en Segunda: los de Abel Fernández (1962-63), Santillana (1970-71) y Quique Estebaranz (1988-89). También posee dos Trofeos Zarra de Segunda División, ganados por Peque en la temporada 2023-24 y Andrés Martín en la temporada siguiente. Tres de sus integrantes han logrado coronarse como medallistas olímpicos a lo largo de su historia: Francisco Pagaza, plata en Amberes 1920; Ismael Ruiz Salmón, plata en Sídney 2000; y Ezequiel Garay, oro en Pekín 2008. Entre el primero de los citados y la última representación a cargo de Pedro Munitis en la Eurocopa 2000, son un total de siete los jugadores que han vestido la camiseta de la selección española durante su etapa como efectivos verdiblancos. De los veintiséis cántabros internacionales con el combinado español, diecinueve han sido producto del club racinguista y otro más jugó en el equipo con posterioridad.
A nivel institucional, el Racing se encuentra legalmente constituido en sociedad anónima deportiva desde 1992, tras entrar en vigor la normativa de transformación, que ese año afectó a la práctica totalidad de clubes deportivos en España. Se identifica por sus colores blanco y verde, de los que recibe el apelativo de «verdiblancos», a los que se une el negro empleado en el pantalón. También se les llama «montañeses» por su procedencia.
Disputa sus partidos como local desde 1988 en el estadio conocido como los Campos de Sport de El Sardinero que se inauguró con un encuentro ante el Real Oviedo que vencieron los carballones por 0-2 siendo Carlos Muñoz el primer goleador del nuevo recinto, colindante al antiguo recinto homónimo inaugurado el mismo año de la fundación del club.

## Historia

### Origen y primeros años

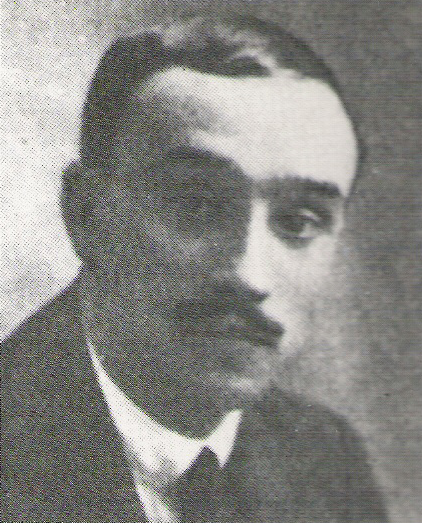
Ángel Sánchez Losada, primer presidente del club.

El 23 de febrero de 1913, día de su primer encuentro en Santander, es considerada la fecha de su nacimiento oficial. Por aquellos años el foot-ball era un deporte practicado de forma rudimentaria y que concitaba a escasos espectadores en la región. En este primer partido el Racing fue derrotado por el vecino Strong Sport Club. por dos goles a uno. El primer tanto en la historia del club lo marcó Mariano Zubizarreta.
Después de este primer partido se jugó otro ante el Strong y otro más ante Nueva España. El 14 de junio se dio estado legal a la entidad: se constituyó la sociedad «Santander Racing Club» con los socios fundadores Mariano Zubizarreta, Mateo Pérez, José Roncal, Joaquín Sánchez Losada, Carlos Iruretagoyena, Francisco Gutiérrez Cossío, Álvaro Flórez Estrada, Jesús de la Sierra Puig, Álvaro Zubieta y Ángel Sánchez Losada, que fue nombrado primer presidente. El domicilio de la sociedad fue el número cinco de la calle Isabel la Católica de la capital cántabra.
El primer torneo en el que participó el club fue la copa Luis Redonet junto al Nueva España, el Strong y el Sporting. El Racing perdió 9 a 0 ante el Nueva España y fue eliminado. El primer partido en los Campos de Sport de El Sardinero se jugó el 17 de agosto de 1913 ante la Gimnástica de Torrelavega y perdieron los locales por 0:5. En 1914 el Racing consiguió la primera copa de su historia al vencer al Nueva España (por abandono) en una nueva edición de la Luis Redonet.
El 14 de noviembre el Racing fue admitido en la Federación Norte, en la que ya estaba inscrito el Santander F.C. Antes de jugar contra equipos vizcaínos y disputar la final provincial ante el Santander F.C., el Racing se enfrentó a equipos no federados locales, para lo cual adoptó el nombre de «Koban». Después de varios resultados favorables se disputó la final provincial que dio acceso a jugar contra el campeón de la serie B de Vizcaya. El Santander F.C. ganó por 2:0, pero el Racing reclamó el partido, que se dio por nulo. La federación estipuló una revancha, pero el Santander F.C. se negó a participar, con lo cual el Racing se proclamó campeón provincial por segunda ocasión consecutiva.
El 20 de junio el Racing jugó su primer partido contra un equipo forastero, la Unión Fortuna de Deusto, al que venció en los Campos de Sport del Sardinero por dos goles a cero. Después de adjudicarse el Campeonato Provincial, el Racing se enfrentó al campeón de la serie B de Vizcaya —el Club Portugalete— en el Estadio de San Mamés el 27 de junio de 1914. El Portugalete venció en los dos partidos —4:0 en su campo y 0:2 en el partido de vuelta en El Sardinero—.
En noviembre de 1915 desapareció el Real Santander Foot-ball Club —equipo rival del Racing durante los últimos años— y en una junta ordinaria se decidió incluir como socios-jugadores a 9 antiguos miembros del Real Santander. En Vizcaya, el Deusto —nuevamente campeón— compitió con el Racing en su calidad de campeón provincial cántabro por el campeonato de 2.ª Categoría de la Federación Norte. El Racing perdió en Santander por 1:2 y en el partido de vuelta por 3:0.
En octubre de 1917, la Federación Nacional de Fútbol decidió que los clubes de Santander pertenecieran a la liga de la Federación Norte por lo que el Racing se enfrentó en la categoría 1.ª B al Portugalete, Deusto, Irrintzi, S.D. Erandio, Fortuna y Ariño. La liga fue ganada por el Arenas Club que fue también campeón de España, y segundo el Racing por delante del Athletic Club. Terminada la Primera Guerra Mundial los equipos extranjeros comenzaron a realizar largas giras lo que provocó el primer partido del Racing ante un equipo de fuera de España, el francés «La Vie au Grand Air». Durante el Campeonato del Norte, Luis Álvarez, Tomás Agüero y Fidel Ortiz fueron convocados para formar parte de la Selección Norte, que se enfrentó a la catalana.

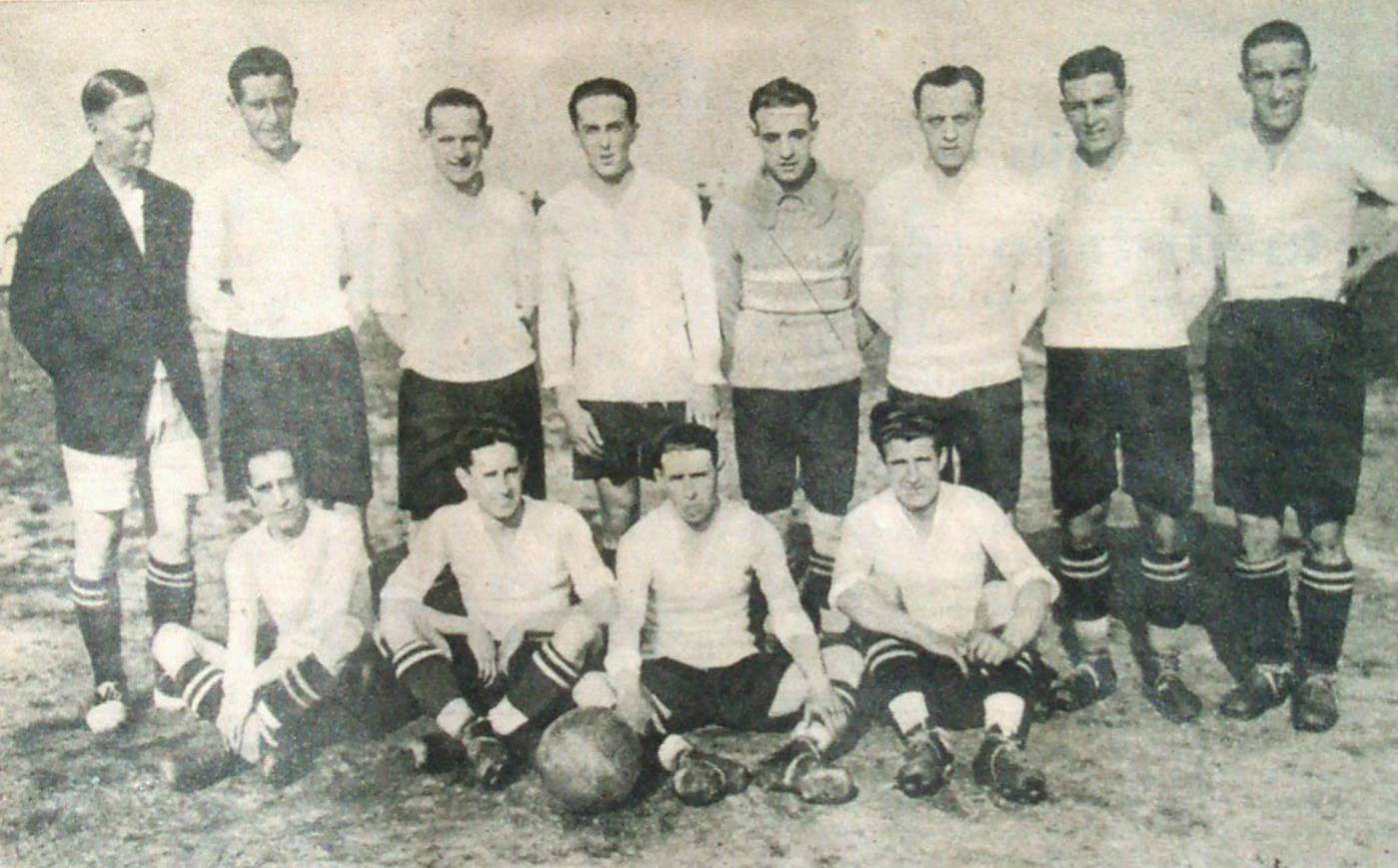
Equipo del Racing que fue subcampeón regional del Norte en 1922. El técnico, Mr. Pentland, aparece de pie, a la izquierda.

La temporada 1921-22 el entrenador era el inglés Fred Pentland, ex internacional y seleccionador de Francia durante los Juegos Olímpicos. El Racing era líder imbatido del Campeonato del Norte A a falta de dos jornadas, pero cayó derrotado ante el Athletic en San Mamés (Ciérvana) por 5:1 y en la última jornada ante el colíder, el Arenas que le ganó al Racing por 2:1 y se adjudicó la liga. El 16 de julio de 1922, se hizo efectivo el cambio de nombre de la Federación Regional del Norte por el de Federación Vizcaína, ya que sólo seis de los 48 equipos eran cántabros. Ya en la Federación Cántabra, el Racing perdió a su entrenador, Mr. Pentland, que se fue al Athletic Club.
En los siguientes años dominaron el Campeonato Regional, pues ganaban cada año a la Gimnástica de Torrelavega y a la Unión Montañesa. En la temporada 1925-26, en el torneo de clasificación que daba acceso a los cuartos de final de la Copa del Rey, el Racing se enfrentó al Real Unión y al Athletic Club. Ante los primeros perdieron en Irún por 2:1 y en la vuelta el Racing remontó un 0-2 para terminar con un 4:3 favorable. Finalmente el Real Unión ganó la clasificatoria y accedió a los cuartos de final de la Copa. En la siguiente temporada comenzó el profesionalismo. Los equipos comenzaron a comunicar a la Nacional los jugadores aficionados y los profesionales. En el Campeonato de España se enfrentó al Deportivo de La Coruña, al Sporting de Gijón y a la Unión Deportiva de Valladolid y terminó finalmente en tercer lugar.

### Comienzo de la Liga y época dorada

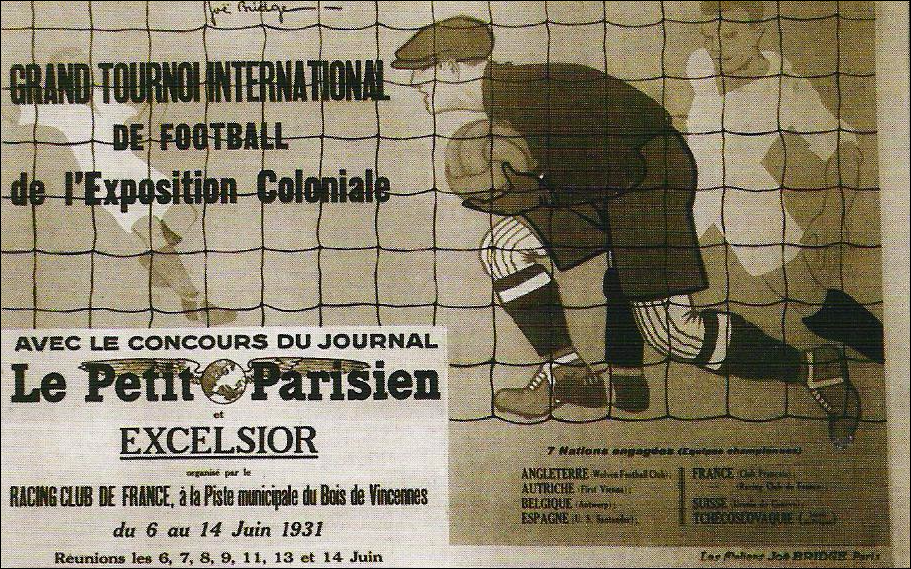
Cartel del Torneo Internacional de París (1931).

En la temporada 1928-29 se inició la competición de liga. Tras un complicado proceso eliminatorio instituido para cubrir el décimo puesto de cuantos integrarían la Primera División, el Racing fue venciendo sucesivamente al Valencia, al Betis y al Sevilla, y se hizo con esa plaza. El club formó parte del primer partido que terminó sin goles en la liga, contra el Athletic Club.
En las Ligas durante el periodo de la Segunda República, las clasificaciones de los santanderinos fueron variadas. En la campaña de 1930-31 obtuvo el subcampeonato de Liga, empatado a 22 puntos con el campeón, el Athletic Club, y el tercero, la Real Sociedad. Esta es la cota más alta conseguida por el club en toda su historia, entrenado por el inglés Robert Firth y presidido por Fernando Pombo. Participaron también en el Torneo Internacional de París, donde cayeron en la semifinal contra el Slavia de Praga (2:1), siendo el primer equipo español en participar en una competición europea.
En la década de 1930, y bajo la presidencia del académico José María de Cossío, tuvo puestos variados, desde una tercera plaza (1933-34) hasta clasificaciones bajas de la tabla. En las temporadas 1934-35 y 1935-36 el Racing jugó el Campeonato Mancomunado Castilla-Aragón, en el cual fue segundo en la primera de las temporadas. Mientras, en Cantabria se disputó un Campeonato de categoría inferior que no era clasificatorio para la Copa y ganó el Santoña. La temporada 1935-36 el Racing fue el primer club de la liga española en derrotar al Barcelona y al Madrid en los cuatro partidos disputados en liga (los dos de casa y los dos como visitante) en una misma temporada: el 8 de diciembre de 1935 venció 4-0 al Barcelona en los Campos de Sport, el 15 de diciembre venció en Madrid 2-4, el 8 de marzo de 1936 venció en Barcelona 2-3 y el 15 de marzo derrotó 4-3 al Madrid en El Sardinero. El único jugador que marcó en todos los partidos (un gol en cada partido, y dos en Madrid) fue Milucho.

### Descensos y etapa gris del club

Gráfico del desempeño del Real Racing Club de Santander en la liga 1929-2023

La guerra civil española desmanteló al Racing. Jugadores de valía como los internacionales mexicanos Luis de la Fuente "el Pirata" y Manuel Alonso regresaron a su patria, García y Larrinaga estaban exiliados. Fallecieron en la contienda Cisco y Milucho. Germán Gómez Gómez marchó al Atlético Aviación, y hubo que improvisar un elenco con muchos veteranos ya retirados, como Hernández, Óscar y Telete, así como bastantes noveles procedentes principalmente del Rayo Cantabria y del Tolosa.
La temporada con la que se reanudó la Liga (1939-40) acabó con descenso a Segunda División. La caída a Tercera División en 1943 se repitió en 1947, 1968 y 1969. Fueron los peores años para el Racing, con la excepción de la temporada 1949-50, cuando, bajo la presidencia de Manuel San Martín Nava y entrenados por el argentino Lino Taioli, ascendió a Primera División, donde consiguió noventa y nueve goles en treinta partidos.
Tras este ascenso, el Racing permaneció en Primera División durante cinco temporadas consecutivas, hasta que descendió en la campaña 1954-55. En esta misma campaña por primera en la historia vez se transmite un partido por televisión: fue el Real Madrid-Racing, disputado el 24 de octubre de 1954. El encuentro, correspondiente a la jornada número 7 del campeonato, se ofreció para la zona de Madrid desde el estadio Santiago Bernabéu. A partir de ahí se inició una nueva etapa de escasos logros, con esporádica presencia (temporadas 1960-61 y 1961-62) en la máxima categoría del fútbol español, para permanecer once años en Segunda, y el comentado paso por Tercera.

### Regularidad en Primera División
En la campaña 1972-73, después de que en la anterior el Racing estuviera a punto de descender de nuevo a Tercera, el presidente Valentín Valle contrata a José María Maguregui, un joven entrenador vasco, afamado internacional de fútbol que preparaba al Sestao. Con un cuadro de jugadores desconocidos, el Racing consigue el retorno a Primera División.
El conjunto permaneció imbatido durante varias jornadas y, aunque no llegó a la brillantez del de la temporada 1949, consiguió notoriedad en España y en Europa por la singular apuesta que hicieron sus integrantes: dejarse el bigote hasta que se produjera la primera derrota. El equipo ascendió de categoría, aunque cayeron en Madrid ante el Rayo Vallecano. Todos, incluido el entrenador, cumplieron la promesa y dejaron de ser, por tanto, «el Equipo de los Bigotes».
Con un breve paso por Segunda en 1974-75, el Racing consiguió mantenerse cuatro años consecutivos en la máxima categoría, con presencia de algunos jugadores internacionales de otros países. En la década de 1980 el factor económico impidió fichajes destacados, pero a pesar de ello el conjunto santanderino se mantuvo en forma bastante continuada en la Primera División. Durante estos años el 80% de la plantilla estaba compuesta por jugadores cántabros.

### Consolidación en la máxima categoría

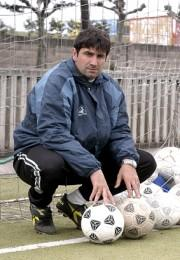
José María Ceballos fue el portero por excelencia del Racing de Santander. Ceballos estuvo catorce temporadas consecutivas en el club cántabro, desde 1989 hasta 2003. El Gobierno de Cantabria le condecoró en octubre de 2007 con la Medalla de Oro al Mérito Deportivo.

Tras otro paso por Segunda División y una campaña en Segunda B, regresó a la máxima categoría en la temporada 1992-93 de la mano de Paquito y en una promoción contra el R. C. D. Español, con gol de Michel Pineda. Jugadores veteranos como Quique Setién o Tuto Sañudo regresaron al equipo de su tierra para lograr el objetivo. Se fichó al férreo defensa Jesús Merino y dio el salto una promesa, Chili. Jugadores como José María Ceballos, Mutiu Adepoju, Edu García, Alberto Solaeta, Marcel Sabou o Andréi Zygmantóvich fueron también artífices del tan codiciado ascenso.
La temporada 1993-94, de la mano de Javier Irureta con un esquema muy definido 5-3-2 y tres jugadores exsoviéticos: el bielorruso Andréi Zygmantóvich, defensa, y los rusos Dmitri Popov, centrocampista, y Dmitri Rádchenko delantero, el Racing logró una octava posición en la clasificación final. Entre 1994 y 1998 Vicente Miera, Marcos Alonso y Nando Yosu consiguieron mantener al Racing en Primera.
En la temporada 1999-00, Salva Ballesta se hizo con el Trofeo Pichichi al máximo goleador de la Liga —con 27 goles—. Este fue el primer jugador racinguista en la historia que conseguía dicho trofeo. El propio Salva y el jugador cántabro Pedro Munitis vistieron la camiseta de la selección de fútbol de España, y Munitis incluso consiguió entrar en la lista de la Eurocopa 2000. El equipo fue el tercer mejor club de la Liga como visitante pero no así como local y acabó en la mitad baja de la tabla de clasificación.

### Un año en Segunda y retorno a Primera

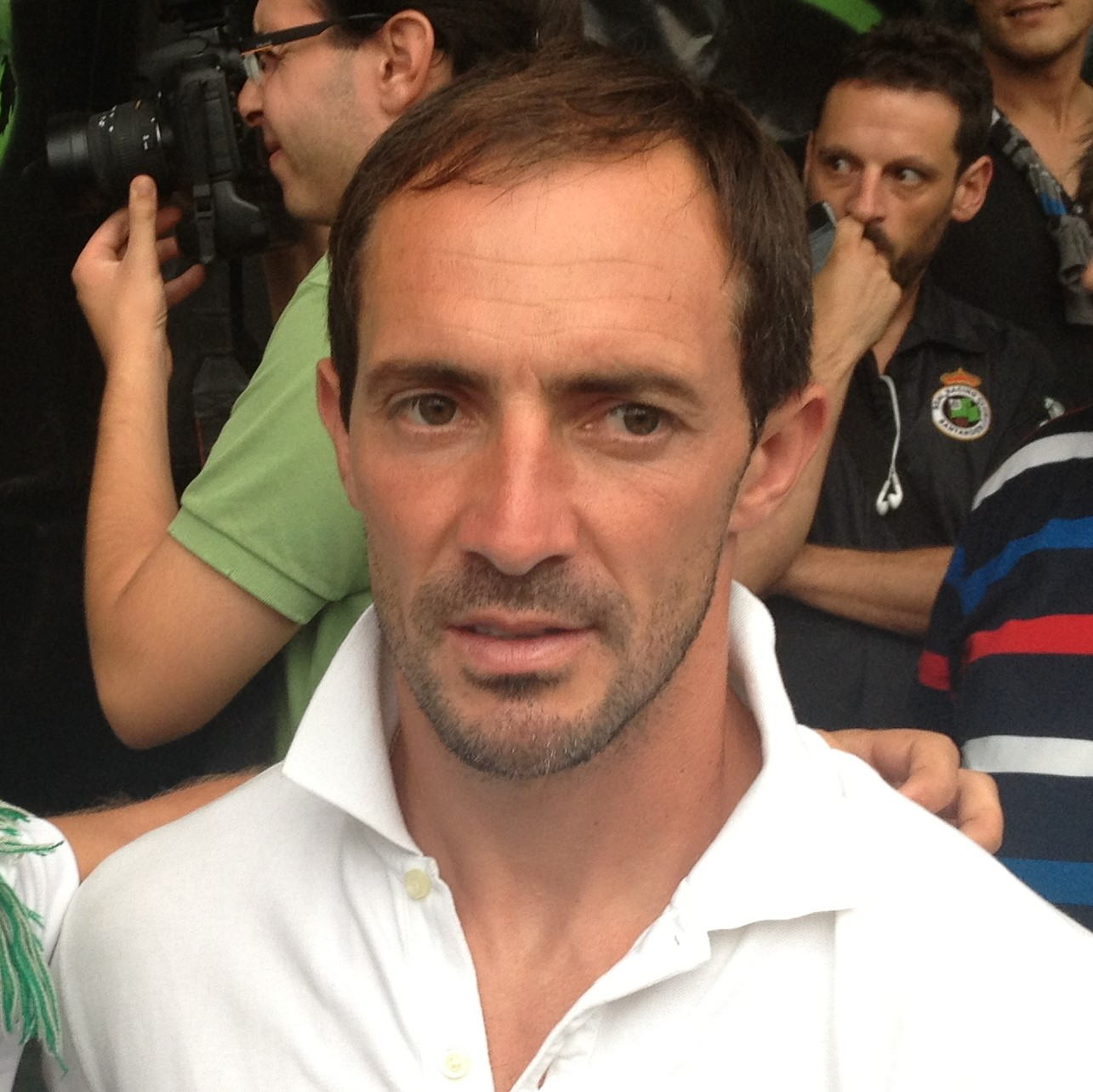
Pedro Munitis, jugador racinguista entre 1994-1997, 1998-2000, 2002-2003 y 2006-2012.

En la temporada 2000-01 se fichó a Andoni Goikoetxea como entrenador, pero fue destituido para traer a Gregorio Manzano, quien tampoco acabó la temporada. Gustavo Benítez regresó al Racing en el tramo final de Liga, pero el equipo descendió a Segunda División.
En la temporada 2001-02 ascendió con Quique Setién en el banquillo, que previamente había sustituido a Gustavo Benítez cuando el equipo estaba al borde del descenso a la Segunda División B. Destacaron jugadores como Bodipo, Javi Guerrero, Moratón, Mateo, Txiki o Sietes. Una victoria por 1-0 contra el Atlético de Madrid certificó el ascenso a Primera el 19 de mayo de 2002.

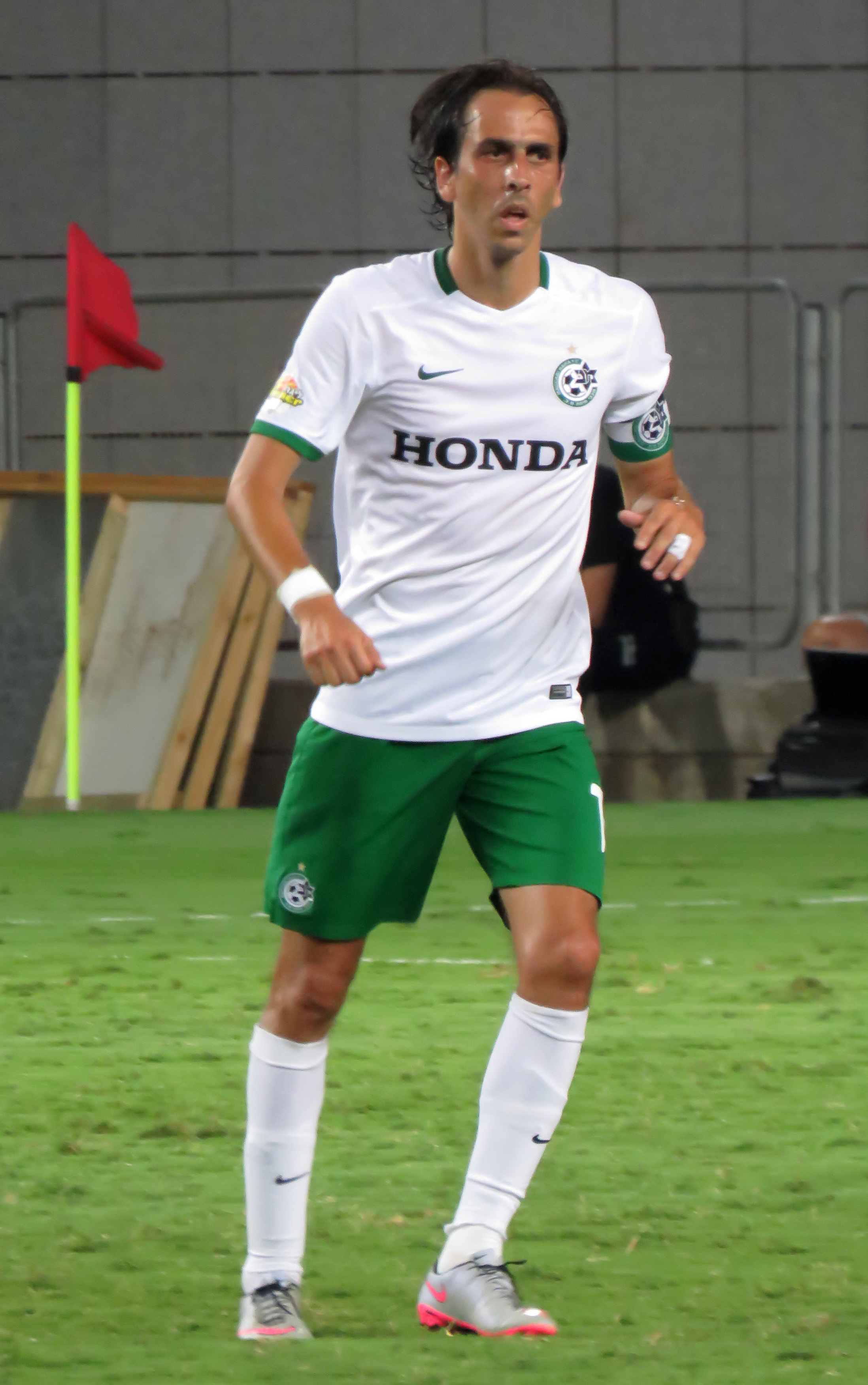
Yossi Benayoun, jugador del Racing entre 2002 y 2005.

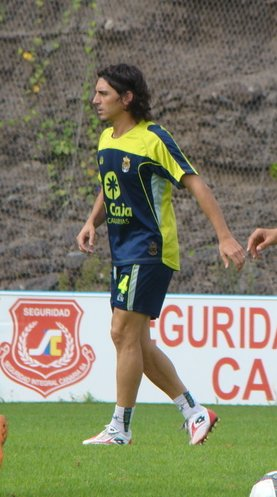
Javi Guerrero, jugador del Racing entre 2002 y 2005.

En las temporadas 2002-03, 2003-04 y 2004-05 convivieron en la zona media-baja de la clasificación, pero finalmente salvaron la categoría. En 2002, el empresario estadounidense Dmitri Piterman llegó a Santander para salvar al club de la quiebra. Asumió las labores de entrenador oficioso junto a Chuchi Cos. En su primera participación en competiciones europeas, en la Copa Intertoto, Racing eliminó en segunda ronda al Gyori ETO (victoria en Santander por 1:0 y derrota en Hungría 2:1) y cayó en tercera ronda ante el Slovan Liberec checo (0:1 en Santander y 2:1 en Liberec).
La temporada 2005-06 se salvó en la penúltima jornada con 40 puntos, en la decimoséptima posición. El entrenador Manuel Preciado dimitió a cuatro jornadas del final de Liga. Nando Yosu salvó al Racing por quinta vez en su historia.

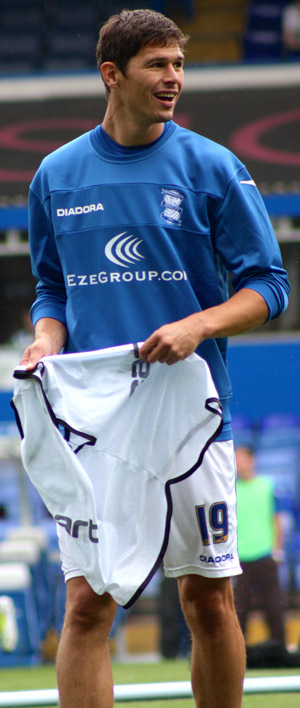
Nikola Žigić, jugador del Racing en las temporadas 2006-2007 y 2008-2009. Junto a Munitis formó el "dúo sacapuntos".

La temporada 2006-07 el Racing acabó décimo, una de sus mejores clasificaciones en la última década. Nikola Žigić de 2,02 metros de altura, procedente del Estrella Roja, se convirtió en el ídolo de la afición con sus doce goles en la competición. Ezequiel Garay, defensa argentino de 20 años, se convirtió en el defensa más goleador de Europa con 10 goles.
En la temporada 2007-08 se fichó al entrenador Marcelino García Toral. El equipo terminó en puestos de UEFA a cuatro puntos de su antecesor en la tabla, el Sevilla, y un punto por encima de su inmediato perseguidor, el Mallorca. Este año alcanzó por primera vez en su historia las semifinales de la Copa del Rey, donde cayó ante el Getafe por 3 goles a 1 en la ida y empató a 1 en la vuelta. Este último partido no quedó exento de polémica. El gol del Getafe fue motivo de fuerte discusión, ya que Ezequiel Garay se encontraba lesionado en el suelo. Además, el jugador del Getafe Javier Casquero, autor del gol y exjugador del Racing, provocó al público con gestos y se burló de los jugadores racinguistas por la eliminación del equipo cántabro, lo que causó revuelo al final del encuentro entre las filas de la plantilla del Racing y el jugador rival. El club alcanzó la cifra récord de 19 000 socios. Durante la temporada hubo prácticamente diez encuentros en los que los Campos de Sport de El Sardinero completaron su aforo, especialmente en los partidos decisivos.

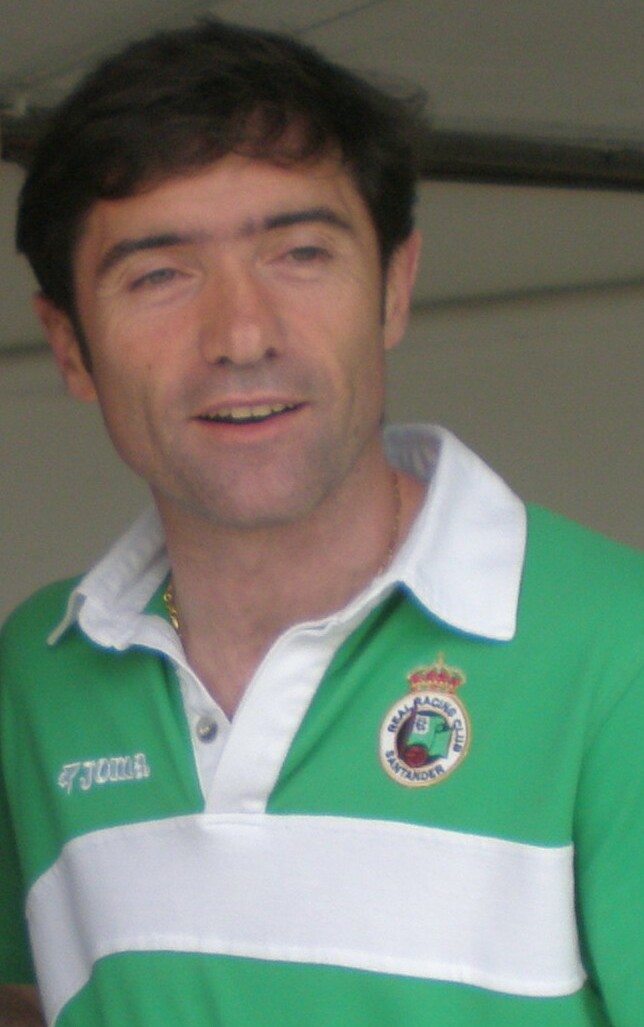
Marcelino García Toral fue el entrenador del Racing de Santander durante las temporadas 2007-08 y 2011-12. Logró clasificar al club a la Copa de la UEFA por primera vez en su historia.

Finalmente la temporada del Racing quedó refrendada en la última jornada, tras ganar al Osasuna por 1:0 en el llamado pacto de Santander. Confirmaron de esta manera su clasificación para la Copa de la UEFA, competición en la que participó en la siguiente temporada por primera vez en toda su historia. Durante los días siguientes a la clasificación para la Copa de la UEFA el equipo fue homenajeado en el Ayuntamiento de Santander y en la Sala Pereda del Palacio de Festivales de Cantabria. También se hizo oficial la venta de uno de los mejores jugadores del Racing esta temporada, Ezequiel Garay, por 10 millones de euros al Real Madrid, aunque fue cedido por una temporada. El 21 de mayo de 2008 el entrenador Marcelino García Toral confirmó en una rueda de prensa que no seguiría al frente del equipo la siguiente temporada.

### Copa de la UEFA y vuelta a Segunda
El 15 de junio de 2008, el presidente del Racing de Santander Francisco Pernía, confirmó que el técnico del Málaga Club de Fútbol, Juan Ramón López Muñiz, sería el entrenador del Racing para esa temporada. El 29 de agosto se confirmó al FC Honka Espoo, como rival en la UEFA. En el partido de ida el conjunto cántabro ganó 1:0 y en el de vuelta 0:1. El Racing se clasificó así para la liguilla de la UEFA, donde tuvo oportunidades de pasar hasta el último partido. En la liga finalizaron en el 12.º puesto. Juan Ramón López Muñiz fue destituido al concluir dicha temporada.
Para la temporada 2009-10, se confirmó la contratación de Juan Carlos Mandiá, que había logrado un 4.º puesto en la Liga Adelante con el Hércules. Pese a la gran expectación, fue destituido en las primeras jornadas de la Liga tras una serie de malos resultados. El entrenador elegido para sacar adelante al equipo fue Miguel Ángel Portugal. El 27 de enero de 2010 el equipo cántabro logró por segunda vez en su historia pasar a las semifinales de la Copa del Rey. El 16 de mayo consiguió la permanencia tras ganar al Sporting de Gijón 2-0 en el Sardinero.
La temporada 2010-11 comenzó con unos meses bastante discretos. En enero llegó Ahsan Ali Syed, un empresario dispuesto a colocar al Racing entre los mejores de España. Destituyó a Miguel Ángel Portugal debido a su mala función como entrenador y la falta de relación con la afición. Contrató en su lugar a Marcelino García Toral y consiguieron la salvación con un cierto margen de jornadas, aunque aparecieron numerosos problemas económicos. El entrenador asturiano se marchó al Sevilla F. C. y Héctor Cúper ocupó su vacante, retornando a la liga después de varios años.
Debido a los problemas económicos y deportivos el 28 de octubre de 2011 todo el Consejo de Administración del Racing presentó su dimisión. Por su parte, Héctor Cúper dimitió en la jornada 13 con el equipo colista. Juanjo González fue nombrado nuevo entrenador e inicialmente remontó el vuelo, pero tras volver a una mala racha fue cesado y sustituido por Álvaro Cervera. Sin embargo, el Racing no reaccionó y en la jornada 36 descendió a Segunda once años después de la última vez.
Para la temporada 2012-13, el Racing afrontaba el reto de volver a la máxima categoría, y para ello confió en Juan Carlos Unzué. Sin embargo, el club rescindió su contrato con el técnico porque su situación económica no permitía pagar lo que pedía y en su lugar llegó Fabri González. Pero los resultados no acompañaron y se tomó la decisión de despedir al entrenador gallego tras 17 jornadas, ya que el equipo ocupaba puestos de descenso. Su vacante fue ocupada por José Aurelio Gay, cuya misión era asegurar la permanencia del equipo en Segunda División. El técnico madrileño también fue despedido tras 11 jornadas y reemplazado por Alejandro Menéndez, quien tampoco pudo enderezar el rumbo del equipo. En la última jornada el Racing perdió la categoría.

### Centenario y paso por Segunda B
La temporada 2013-14 supuso la vuelta del equipo a la categoría de bronce del fútbol español. Para el intento de ascender se contrató al técnico asturiano Paco Fernández, procedente del Caudal de Mieres, con el que consiguió jugar la promoción de ascenso la temporada anterior. El equipo consiguió clasificarse para los cuartos de final de la Copa del Rey tras eliminar al Sevilla y al Almería. En esta eliminatoria se enfrentaron contra la Real Sociedad. Perdieron 3-1 en el partido de ida. En la vuelta, en El Sardinero, los jugadores decidieron no disputar el encuentro, pues llevaban seis meses sin cobrar, lo que hacía temer la desaparición del equipo por impago a los jugadores. El 31 de enero se produjo un cambio en la directiva y fue nombrado nuevo presidente el exjugador Tuto Sañudo. Formaban parte de su Junta el exportero Paco Liaño y el humorista Félix Álvarez, pero este último dimitió junto a otros cuatro consejeros por desavenencias con exjugadores. Jacobo Montalvo recuperó de nuevo la mayoría de las acciones de la entidad. El equipo quedó primero de grupo y ascendió a Segunda División. Mientras, la situación financiera era muy complicada ya que la Directiva reconoció que la deuda total era de casi cinco millones de euros. Finalmente, el Racing quedó subcampeón de Segunda División B tras caer ante el Albacete, que fue campeón, en la eliminatoria por el campeonato de Segunda B entre los dos equipos ascendidos a Segunda División tras haber superado las eliminatorias de ascenso de los cuatro campeones de grupo de la categoría.

### De nuevo a Segunda
Una vez confirmado el ascenso, Jacobo de Montalvo vendió por 1 euro las acciones al consejo de administración para intentar posibilitar que el equipo pueda jugar en Segunda. El día 7 de agosto de 2014 se la LFP confirmó mediante un comunicado que el Racing cumplía los requisitos para jugar en la Liga Adelante. El 19 de marzo de 2015, el entrenador racinguista Paco Fernández rescindió su contrato con la entidad verdiblanca y Pedro Munitis fue el nuevo entrenador, pese a que Javi Pinillos fue el designado como entrenador, ya que Pedro Munitis no poseía el permiso de entrenador.
El Consejo de Administración convocó una ampliación de capital, que fue cubierta por un grupo de exjugadores y por los pequeños accionistas. Se devolvió así el club a los aficionados.

### Nueva travesía por Segunda B

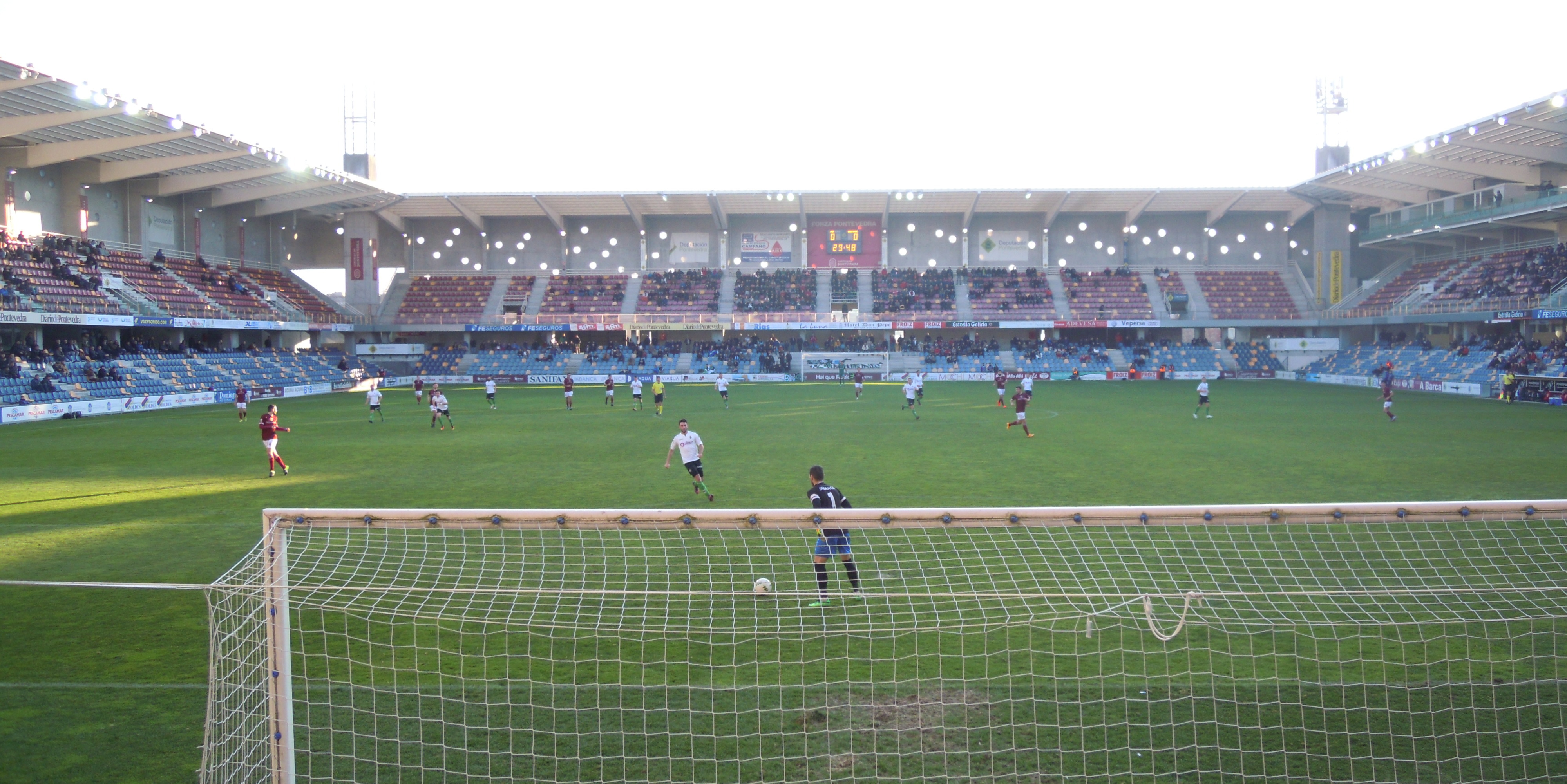
Partido de Segunda División B 2016/17 en el Estadio de Pasarón entre el Pontevedra CF y el Racing de Santander.

Pese a los intentos de la plantilla durante la temporada 2014-15 por permanecer en Segunda, con su victoria frente al Albacete en la última jornada, el equipo descendió de nuevo a Segunda B por un punto.
Con un desastroso comienzo de la campaña 2015-16, el equipo terminó líder del Grupo I de Segunda B tras imponerse 1-0 al Coruxo y el Racing de Ferrol (líder hasta ese momento) y perder 2-1 ante el Astorga en la última jornada. Jugó el play-off para intentar ascender a Segunda División pero cayó eliminado en la segunda ronda frente al Cádiz. Antes había perdido contra el Reus, por lo que en la temporada 2016-17 el equipo jugó de nuevo en Segunda División B. El 22 de diciembre de 2016, el Racing cayó eliminado de la Copa del Rey en los dieciseisavos de final contra el Athletic Club tras perder en San Mamés por 3-0, después de haber perdido en El Sardinero por 1-2.
Los números de la temporada 2016-17 fueron muy buenos (lográndose el récord de puntos de segunda B), pero el club terminó en segunda posición empatado a puntos con el primer clasificado: la Cultural Leonesa. Así participó de nuevo en los play-off. Superó las dos primeras eliminatorias, pero cayó eliminado en la última tras perder contra el Barça "B", por lo que no logró el ascenso.
En la temporada 2017-18, la tercera consecutiva en Segunda B, el equipo llevó a cabo una temporada muy irregular con buenos números en casa, pero no muy buenos fuera. A pesar de estar casi toda la temporada en posiciones de play-off, perdió un crucial partido contra un rival directo en la penúltima jornada y finalizó la temporada en 5.ª posición, sin posibilidad por tanto de disputar el ascenso y firmando con esta posición la peor temporada de la historia del club en cuanto a clasificación, pues la posición más baja ocupada hasta entonces en 2.ª B (o en Tercera cuando no existía la 2.ª B) era la de 2.º clasificado. 
En la temporada 2018-19, jugó por cuarta vez consecutiva en Segunda B, finalizando la liga regular como líder del grupo, y por lo tanto clasificarse a los playoffs a Segunda División. Tras una igualada eliminatoria frente al Club Atlético Baleares con empate a 0 en el partido de ida en los Campos de Sport de El Sardinero, un empate a 1 en Son Malferit dio el pase a la división de plata después de cuatro años. En la tgemporada 2021-22, jugando en la nueva Primera División RFEF, consigue el ascenso matemático a Segunda División a falta de 4 jornadas, al empatar ante el Celta "B", consiguiendo volver a la categoría de plata del fútbol español dos años después de su descenso en la temporada 2019-20.

### Segunda División (2022-actualidad)
Retorna a 2.ª división en la temporada 2022-23.
A final de la temporada 2023-24, queda en séptima posición empatado a puntos con el Real Oviedo, con el cual pierde por gol average y termina fuera de los puestos de playoffs.
El 10 de noviembre de 2024 alcanzan un hito histórico al ser el primer equipo en ganar sus siete primeros partidos de liga como visitante. Terminó la temporada 2024-2025 en quinta posición en la Liga Hypermotion, disputando el playoff de ascenso a Primera División. Perdió en semifinales con el Mirandés, tras empatar 3-3 en la ida y perder 4-1 en la vuelta.

## Símbolos

### Historia y evolución del escudo
El escudo está formado por dos círculos concéntricos en ocre con la leyenda «Real Racing Club». En el interior, la bandera del club ondeando, de color verde con un cantón blanco en el que se incluyen las iniciales RC en negro. Debajo de la bandera, se encuentra un balón. Las letras iniciales del club han sido modificadas a lo largo de la historia, de acuerdo con las distintas denominaciones de la entidad. En algunos escudos aparece únicamente la letra «R», de Racing, mientras que en otros figura «RC», de Racing Club, o «RS», de Racing de Santander o Real Santander. En la actualidad, y desde 2004, las siglas que figuran oficialmente son «RC». El escudo está timbrado por una corona real desde la adopción del título de «real», concedido en 1922. Hasta ese año, el escudo consistía en un sencillo círculo en negro con las iniciales del club estampadas en su interior. Durante la Segunda República española, la corona real fue suprimida.
|                                                                  |
| Primer escudo con la denominación rodeando un balón (1913-1923). |

|                                                                 |
| Primer escudo del club con la corona real otorgada (1923-1929). |

|                                                                       |
| Leve modificación de los elementos interiores del escudo (1929-1931). |

|                                                                    |
| Retiradas alusiones monárquicas durante la II República (1931-34). |

### Himno
El himno oficial del club se crea en el año 1979, hasta entonces sólo se conocían cánticos o estrofas de apoyo al equipo. La letra es de Francis Pardo y la música de Ángel Barja. Fue estrenado ese mismo año por la Coral Salvé de Laredo en los viejos Campos de Sport de El Sardinero. El cantante David Bustamante compuso en el año 2007 un nuevo tema ("Mi Racing de Santander") para la campaña de abonados de ese verano. Existe también una versión folk del himno oficial a cargo del grupo Atlántica, así como una popular canción de Los Carabelas titulada "Racing campeón".
- Wikisource contiene obras originales de o sobre Real Racing Club de Santander.

#### Himno del centenario
El 12 de junio de 2013 se presentó el himno del centenario "Tus cien primaveras" a petición de las peñas del club, interpretado por Rulo y la Contrabanda.
- Wikisource contiene obras originales de o sobre Real Racing Club de Santander.

#### La Fuente de Cacho
La afición racinguista emplea como himno no oficial una canción montañesa, denominada "La fuente de Cacho", una canción típica regional que ya era empleada por la afición y las peñas del club años atrás, pero que se hizo célebre en la temporada 2007-08. Según explicó Fernando Ortiz, presidente de la Asociación de Peñas del Racing, la canción se entonó al celebrar el último ascenso a primera del Racing, al comienzo del milenio: 

Es una canción muy conocida, muy nuestra y que nos identifica. Es algo parecido a la Rianxeira en el Celta de Vigo.

El origen de esta canción montañesa posee muchos interrogantes. Un estudioso catalán, José Arias Velasco aseguró que "La fuente de Cacho" fue compuesta por Emilio Carral, un relojero anarquista, líder del movimiento obrero y creador de los Coros Montañeses. Emilio había escrito una novela Tenkia, de ambiente ruso, y una obra de teatro El ocaso de los odios, en tres actos y de alto contenido social, que llegó a representarse en varios países sudamericanos, incluido Brasil.
El abogado cántabro Nobel Carral, nieto de Emilio e hijo de otro Nobel Carral, exdelantero centro del Racing de Santander que marcó en una tarde histórica tres goles al Zamora Fútbol Club, no tiene constancia de que la canción sea de su abuelo. Según él, tenía muchas letras escritas que cantaban los Coros Montañeses. Por entonces, señalaba que "la fábrica de jabón 'La Rosario' patrocinaba las actuaciones de los coros y realizaba unos programas donde figuraban los autores. Todo eso, lógicamente, se ha perdido". Otro estudioso, Ramón Saiz Viadero, sabe mucho de la historia de Emilio Carral pero desconoce si fue el autor de la canción.
La letra de la canción no está exenta de interrogantes igualmente, y ha sido fuente de un riguroso análisis. Algunos sitúan la historia en El Sardinero, no obstante, la Alameda Primera está al otro extremo de la ciudad y, para arriba, lleva a Cuatro Caminos. Otros enclavan la canción en Cajo, un barrio a la salida de Santander, incluso utilizan el término "Fuente de Cajo". 

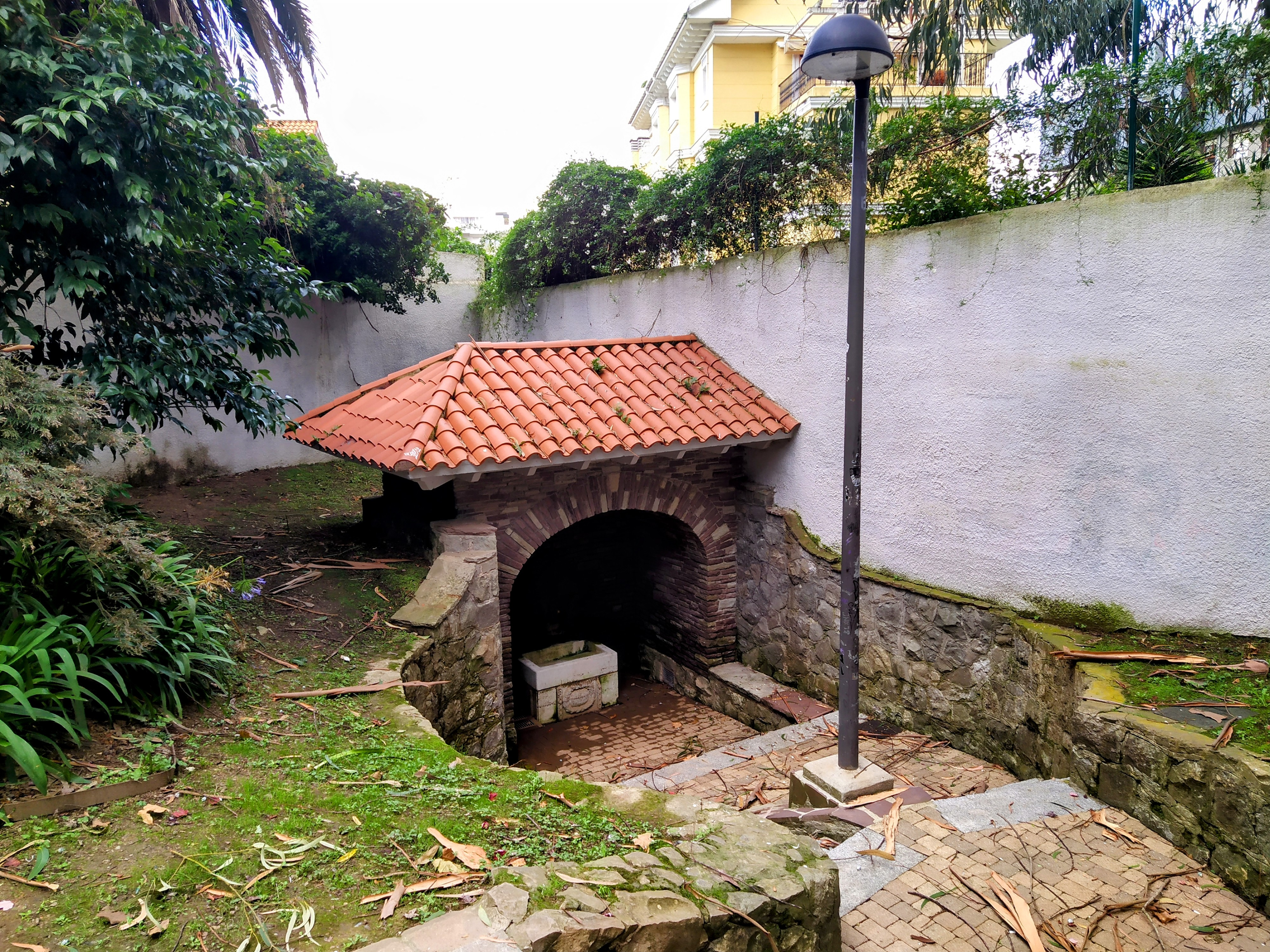
La fuente de Cacho está ubicada en la avenida de Antonio Maura, cerca del Gran Casino del Sardinero. A pesar de su modesto tamaño, es notoria por la conocida canción popular que lleva su nombre.

Independientemente de las teorías que puedan surgir, hay que señalar que la fuente de Cacho se sitúa en la avenida de Antonio Maura, muy cerca del Gran Casino del Sardinero. Algunos autores dicen que su nombre viene de Manuel Cacho, propietario de numerosos terrenos de El Sardinero.
Además de la Fuente de Cacho existió la Alameda de Cacho, por la que también podría haber subido la 'morena y salada' que menciona la canción, dejando a un lado la teoría de la Alameda Primera entre las calles Vargas y San Fernando. De hecho, ya en el año 1888, la zona de la fuente se llamaba la Alameda, pues todos los paseos con árboles, entonces, eran conocidos como alamedas y no tenían por qué estar forrados de álamos. Manuel Cacho Acebo construyó muy cerca de la fuente una torre para vivir, al parecer con el único objetivo de oponerse a la elevación de los edificios de pisos de las inmediaciones, desde los que se podría observar el interior de su vivienda.

### Mascota
En agosto de 2007 el Racing presentó en el Centro Comercial Bahía de Santander a la mascota del club, la vaca Tula. Estaba vestida con la elástica del club, un campano y un gorro verdiblanco. Tras finalizar la etapa de Francisco Pernía en el Racing la vaca Tula no volvió a aparecer en el estadio. En noviembre de 2018 el Grupo Pitma convocó un concurso público para elegir a la nueva mascota del club, con la norma de que el animal debía ser un oso pardo. A finales de 2018 el club anunció que el dibujante Adrián González había ganado el concurso con un oso cántabro denominado Cacho, superando otras 62 propuestas. La mascota lleva un escudo, hacha y una cinta del club en el pelo.

### Afición
Según el barómetro del Centro de Investigaciones Sociológicas (CIS) de mayo de 2007, el Racing de Santander fue el decimocuarto club en número de simpatizantes en España (0,8%). En 2014 fue decimoquinto (0.7%).
Según una encuesta encargada por la Generalidad de Cataluña en 2002, es, además, el equipo con más simpatizantes de Cantabria, por delante de cualquier otro club. El club cuenta con 25 peñas, una en el Reino Unido, dos en Madrid y el resto en Cantabria.

## Indumentaria
- Uniforme titular: camiseta blanca con detalles verdes, pantalón negro y medias verdiblancas.
- Uniforme alternativo: camiseta verde, pantalón verde y medias verdes con la vuelta blanca
- Tercer uniforme: camiseta a franjas verdiblancas, pantalón negro y medias verdes.

En la temporada 2008-09 el Racing utiliza en Europa, como segundo uniforme, camiseta de color rojo y blanco. El equipaje cuenta con varios detalles. Se da la circunstancia de que el rojo y el blanco son los colores tanto de la bandera autonómica como del equipaje que lució el Racing durante los dos primeros años de su historia, 1913 y 1914. La silueta de Cantabria es uno de los aspectos más llamativos de la parte posterior de esta camiseta. Por norma, los equipos en la UEFA no pueden lucir publicidad nada más que en pecho, nunca en la espalda, por lo que el mapa de la región resulta vistoso junto al dorsal. El cuello, tipo polo, luce una pequeña franja con los colores de la bandera española. El Sevilla y el Atlético de Madrid también han utilizado la bandera nacional en su equipación europea. La primera equipación utilizará los colores tradicionales verde y blanco en la camiseta y las medias, y negro en el pantalón, con una estela de Cantabria y la bandera de España en el cuello.
Desde el 21 de septiembre de 2009 el Racing en sus 3 equipaciones porta en la manga izquierda el anagrama de la "Severiano Ballesteros Foundation". Se da la circunstancia de que el Racing fue el primer equipo español en llevar publicidad en su uniforme, se trataba de Teka, fue en un Real Madrid-Racing el 27 de diciembre de 1981 y supuso para el club un ingreso de 10 000 000 de pesetas.
| Primero | (Ver evolución) | Actual |

### Patrocinio
| Período        | Proveedor                          | Patrocinador                     |
| -------------- | ---------------------------------- | -------------------------------- |
| 1977-1981      |                                    | Ninguno                          |
| 1977-1981      | Ninguno                            | Ninguno                          |
| 1981-1982      |                                    |                                  |
| 1982-1983      | Austral Sport                      |                                  |
| 1983-1988      | Meyba                              |                                  |
| 1988-1989      | Austral Sport                      |                                  |
| 1989-1992      | Austral Sport                      |                                  |
| Caja Cantabria | Austral Sport                      |                                  |
| 1992-1996      |                                    |                                  |
| 1996-1998      | Austral Sport                      |                                  |
| 1998-1999      | Austral Sport                      | Caja Cantabria Cantabria         |
| 1999-2001      | Austral Sport                      | Cantabria                        |
| 2002-2003      | Ninguno                            | OID                              |
| 2003-2005      |                                    | OID                              |
| 2005-2006      | Año Jubilar Lebaniego 2006         |                                  |
| 2006-2007      |                                    | Santander Calidad Turística SEOP |
| 2007-2008      | Norquimia                          |                                  |
| 2008-2009      | Ninguno                            |                                  |
| 2009-2010      | Ninguno                            |                                  |
| 2010-2012      | Chorizo Palacios                   |                                  |
| 2012-2013      |                                    | Ninguno/Centenario               |
| 2013-2014      | Conservas Arlequín                 |                                  |
| 2014-2015      | #OportunidadRRC Conservas Arlequín |                                  |
| 2015-2016      |                                    | Vitrex                           |
| 2016-2019      | Aldro Energía                      |                                  |
| 2019-2022      | Aldro Energía                      |                                  |
| 2022-2028      | Austral Sport                      | Plenitude                        |

## Infraestructura

### Estadio

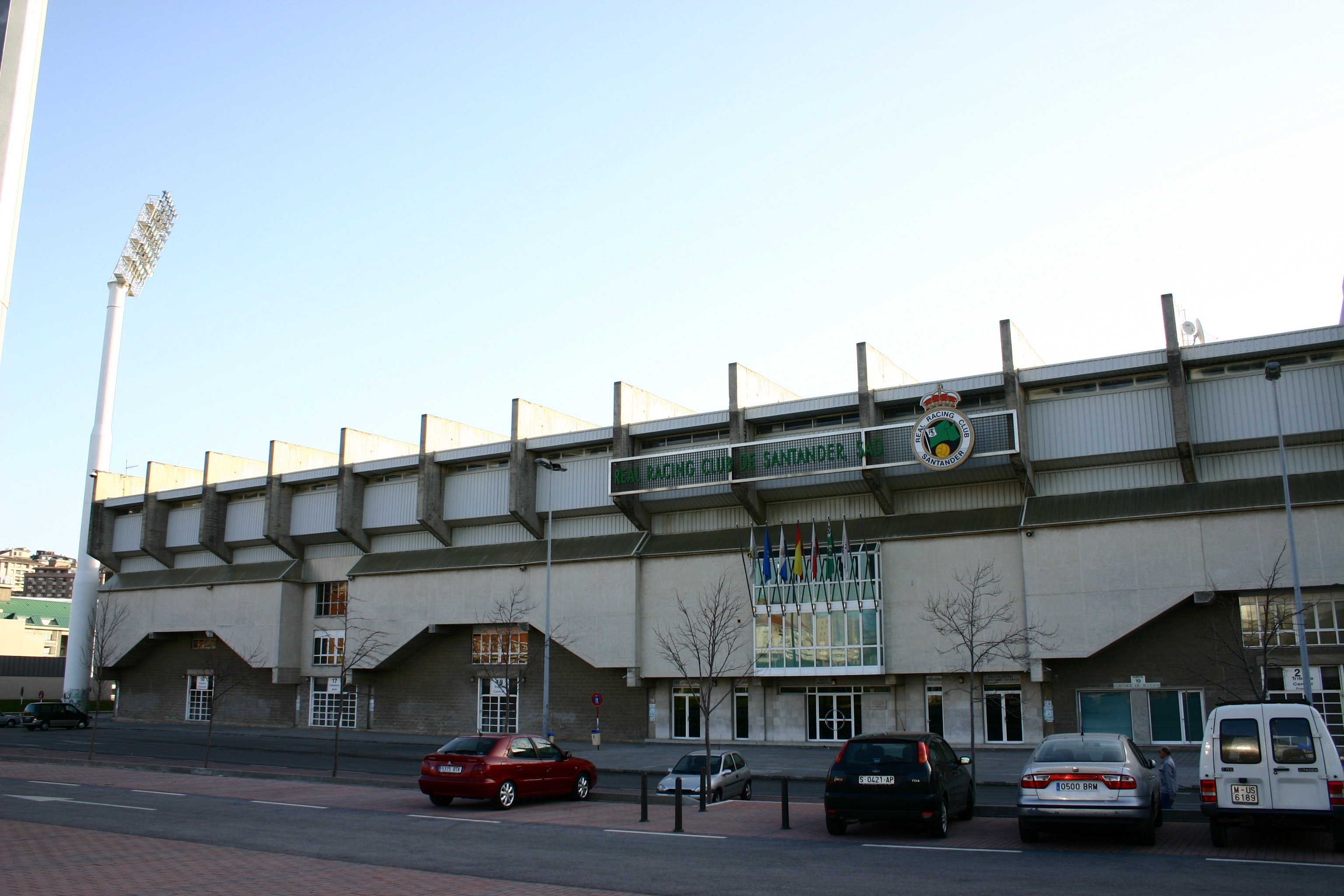
Los Campos de Sport de El Sardinero, el estadio donde juega el Racing de Santander, fue inaugurado el 20 de agosto de 1988. El campo fue construido en terrenos cercanos al anterior y bautizado con el mismo nombre.

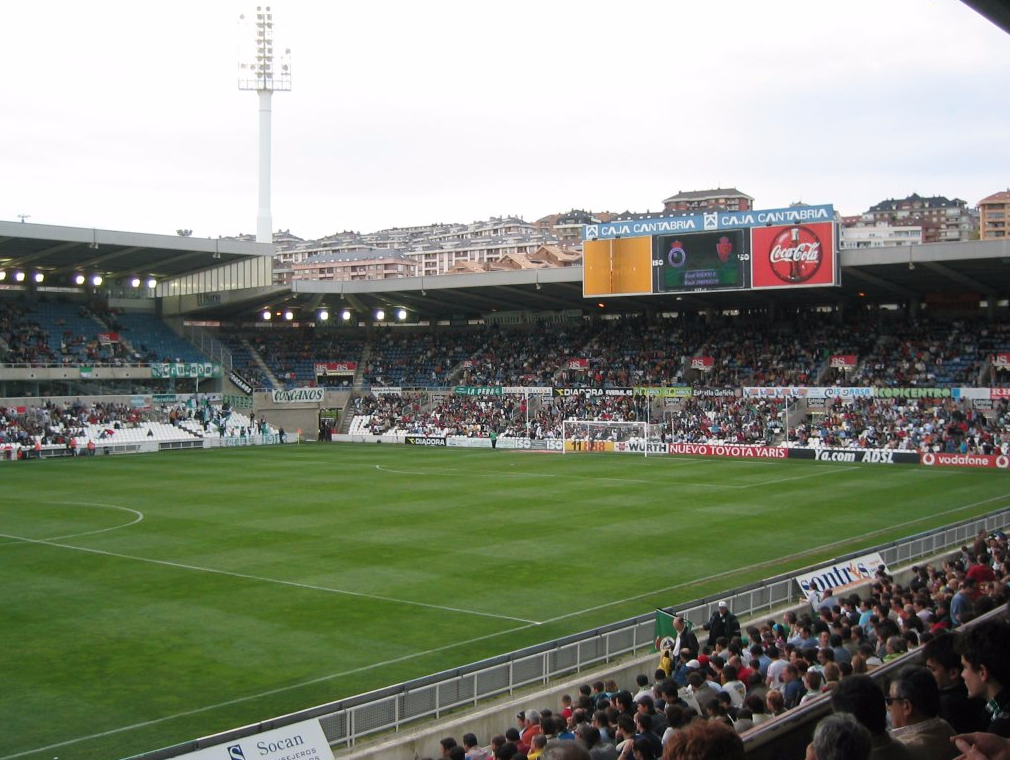
Campos de Sport de El Sardinero.

Los Campos de Sport de El Sardinero, o simplemente El Sardinero, es un estadio municipal de fútbol, situado en la ciudad de Santander y es donde juega el Racing de Santander. El estadio ubicado a pocos metros de la costa, está justo al lado del Palacio de Deportes de Santander y del parque de la vaguada de Las Llamas. Cerca del estadio también está la segunda playa del Sardinero. El antiguo recinto se encontraba en el actual Parque de Mesones.
El campo es propiedad del Ayuntamiento de Santander. El estadio fue inaugurado el 20 de agosto de 1988 con un partido entre el Racing y el Oviedo, y desde entonces se han realizado algunas mejoras, como el aparcamiento gratuito anexo al estadio, o la instalación de nuevos videomarcadores. Dispone de 22 124 localidades, todas ellas de asiento. Aparte del Racing este estadio ha acogido los partidos de la selección de fútbol de Cantabria. También la selección de fútbol de España ha disputado 3 encuentros, uno de ellos de la fase previa de la Copa Mundial de Fútbol de 2006, en la que la selección española ganó 2-0. El estadio tiene 5 tribunas y 4 preferencias y una zona detrás de los córneres de preferencia sur para los socios de equipos rivales.
Los asientos de las preferencias son blancos, mientras que los de la tribuna son azules, en honor a la bandera de Santander. En la temporada 2019-2020 los asientos de tribuna y preferencia norte (en este último solo en la zona de la "Gradona de los Malditos") se pusieron asientos verdes. Las dimensiones del terreno de juego son de 105x68 metros. Dispone de diversos servicios para los jugadores, entre ellos un gimnasio, sauna, sala de masajes, etc. En el propio estadio se encuentran las oficinas del club, así como la tienda oficial con artículos del Racing.

### Instalaciones deportivas
Las Instalaciones Nando Yosu, donde entrena el equipo, se ubican en el barrio de La Albericia y también son propiedad del Ayuntamiento de Santander. No obstante, el equipo mantiene las pretensiones de trasladarse a un complejo mayor en el parque de la vaguada de Las Llamas que incluiría, entre otras, una residencia para futbolistas o un centro comercial. En agosto de 2011 se terminó la construcción de las nuevas instalaciones, que llevan el nombre de Nando Yosu, y comenzaron a ser utilizadas por el Racing y resto de equipos de categorías inferiores al comienzo de la temporada 2011-2012.

## Datos del club
(Actualizado hasta la temporada 2017-18)
- Jugadores internacionales con la selección española: 7
  - Primer jugador internacional: Óscar Rodríguez (17 de mayo de 1925)
  - Último jugador internacional: Salva Ballesta (26 de enero de 2000) (último debutante)
- Mayores goleadas:
  - Encajadas fuera: Atlético de Madrid 9-1 Racing (1950-1951)
  - Conseguida fuera: Real Sociedad 4-7 Racing (1930-1931)
  - Conseguida en casa: Racing 9-0 Sevilla Fútbol Club (1927-1928) y Racing 9-0 Deportivo Alavés (1932-1933)

### Denominaciones
- Santander Racing Club (1913-22): nombre oficial en su fundación.
- Real Racing Club de Santander (1922-31): se le añade el título de «real» otorgado por el monarca Alfonso XIII de España.
- Santander Fútbol Club (1931): se proclama la Segunda República Española por lo que todo símbolo o alusión monárquica es eliminada.
- Racing Club de Santander (1931-40): se cambia de nuevo el nombre tras aprobarse en junta.
- Real Racing Club de Santander (1940-41): tras la instauración del Régimen Franquista Español son restauradas las alusiones monárquicas y retoma su anterior denominación.
- Real Santander Sociedad Deportiva (1941-73): del mismo modo, se produjo una castellanización de los anglicismos adoptándolo el club a una forma simplificada, añadiendo la denominación Sociedad Deportiva (S. D.).
- Real Racing Club de Santander (1973-92): se produjo una liberalización de términos pudiendo adoptar denominaciones en otros idiomas.
- Real Racing Club de Santander, S. A. D. (1992-act.): conversión de la entidad en una sociedad anónima deportiva (S. A. D.).

### Palmarés
El Racing de Santander acumula en sus más de cien años de historia numerosos trofeos nacionales. Entre ellos destacan por importancia, dos campeonatos de liga de Segunda División, uno de Primera Federación, cuatro de Segunda División B y tres de Tercera División. Completa su palmarés oficial con trece Campeonatos Regionales y cuatro Campeonatos Provinciales, a nivel local.
Un subcampeonato en la temporada 1930-31 es su mejor actuación histórica en la máxima categoría.
En el marco europeo, el club disputó la Copa Intertoto y la Copa de la UEFA. Es uno de los veintiocho clubes españoles en haber disputado alguna competición internacional. Su mejor resultado es la fase de grupos alcanzada en la Copa de la UEFA 2008-09.
Nota: en negrita competiciones vigentes en la actualidad.
| Competición nacional             | Títulos                                                                         | Subcampeonatos                                                  |
| -------------------------------- | ------------------------------------------------------------------------------- | --------------------------------------------------------------- |
| Primera División de España       |                                                                                 | 1930-1931.(1)                                                   |
| Copa de España                   |                                                                                 |                                                                 |
| Supercopa de España              |                                                                                 |                                                                 |
|                                  |                                                                                 |                                                                 |
| Segunda División de España (2)   | 1949-1950 (Grupo I y campeonato absoluto), 1959-1960 (Grupo I).                 | 1974-1975, 2001-2002. (2)                                       |
| Primera Federación (1)           | 2021-22. (Grupo I y campeonato absoluto)                                        |                                                                 |
| Segunda División B de España (4) | 1990-1991 (Grupo II), 2013-14 (Grupo I), 2015-16 (Grupo I), 2018-19 (Grupo II). | 2013-14 (Absoluto), 2016-2017 (Grupo I), 2018-19 (Absoluto) (3) |
| Tercera División de España (3)   | 1943-1944 (Grupo I), 1947-1948, 1969-1970 (Grupo II).                           | 1968-1969 (Grupo II). (1)                                       |

| Competición regional            | Títulos | Subcampeonatos        |
| ------------------------------- | --- | --------------------- |
| Campeonato de Cantabria (13)    | 1922-1923, 1923-1924, 1924-1925, 1925-1926, 1926-1927, 1927-1928, 1928-1929, 1929-1930, 1930-1931, 1932-1933, 1933-1934, 1938-1939, 1939-1940. (Récord) |                       |
| Provincial de Cantabria (4)     | 1914, 1915, 1916, 1917. (Récord) |                       |
| Copa Santander (?)              | |                       |
| Campeonato Federación Norte     | | 1919, 1920, 1922. (3) |
| Mancomunado Castilla-Aragón (5) | | 1934-1935. (1)        |

Por otra parte, la Liga Española de Foot-ball (no contabilizada al no estar oficializada) fue el primer intento de organizar una competición liguera de carácter nacional, aunque debido a problemas en su organización y desarrollo impidieron que fuera concluida. Dividida en dos campeonatos, los santanderinos disputaron la denominada Liga Profesional en la que eran líderes en el momento de su disolución.

### Trayectoria
Es uno de los considerados clubes históricos del fútbol español merced a su trayectoria, en la que ocupa su decimocuarto puesto en las cuarenta y cuatro temporadas en la máxima categoría disputadas. El citado subcampeonato de la temporada 1930-31 es su mejor actuación, siendo su peor un vigésimo puesto, último, en la temporada 2011-12. Completa sus participaciones en divisiones inferiores con treinta y cuatro ediciones en Segunda División, una en Primera RFEF, siete en Segunda B y cuatro en Tercera.
En la segunda competición por importancia en España, el Campeonato de España–Copa del Rey, las semifinales alcanzadas en 2008 y 2010 son sus mejores actuaciones.
Sus actuaciones internacionales no le llevaron a disputar la fase final del segundo torneo europeo en importancia, siendo eliminado en la fase de grupos de 2008-09 como su mejor participación. Cabe destacar la participación del club en el Torneo de la Exposición Colonial (Paris-Vincennes) de 1931, que sin embargo no está oficializada, y donde alcanzó las semifinales.
A continuación se indican sus posiciones en las diferentes categorías de los campeonatos de liga disputados.

Nota: las temporadas 1936-37, 1937-38 y 1938-39 no fueron disputadas debido a la Guerra Civil.
(Estructura piramidal de ligas en España)

■ 1.ª División
■ 2.ª División
■ 2.ª B / 1.ª Fed.
■ 3.ª División
Evolución
A continuación se indica su evolución temporal en las diferentes categorías de España.

## Entrenadores
- 1913-1916: vacante
- 1916-1917:  Pepe Beraza
- 1917-1920: vacante
- 1920-1922:  Fred Pentland
- 1922-1929:  Patrick O'Connell
- 1929-1930:  Francisco Pagaza
- 1930-1932:  Robert Firth
- 1932-1933:  Francisco Pagaza
- 1933-1935:  Randolph Galloway
- 1935-1936:  Francisco González Galán
- 1936-1939: vacante
- 1939-1940:  Óscar Rodríguez
- 1940:  Cristóbal Martí
- 1940-1941:  Manuel Vidal
- 1941-1943:  Francisco Pagaza
- 1943-1944:  Travieso
- 1944-1946:  Gabriel Andonegui
- 1946-1947:  Pedro Areso
- 1947-1949:  Patrick O'Connell
- 1949:  Francisco Hernández Galán
- 1949-1950:  Lino Taioli
- 1950-1951:  Antonio Barrios
- 1951-1952:  Jerónimo Díaz
- 1952:  Félix Elizondo
- 1952:  Enrique Palomini
- 1952:  Nando González
- 1952-1954:  Juan Ochoantezana
- 1954-1955:  Luis Urquiri
- 1955-1956:  Nando González
- 1956-1958:  Enrique Orizaola
- 1958:  Víctor Garay
- 1958-1959:  Juan Ruiz Cambra
- 1959-1960:  Louis Hon
- 1960-1962:  Otto Bumbel
- 1962:  Luis Alfonso Villalaín
- 1962-1963:  Miguel Gual
- 1963:  Fernando Argila
- 1963:  Moruca
- 1963-1964:  Louis Hon
- 1964-1965:  Rafael Yunta
- 1965:  Rafael Alsúa
- 1965-1966:  José Valdor Sierra
- 1966-1967:  Ramón Cobo
- 1967-1968:  Laureano Ruiz
- 1968:  Manuel Ibarra
- 1968-1969:  Ernesto Pons
- 1969-1972:  Moruca
- 1972:  José Antonio Bermúdez
- 1972-1977:  José María Maguregui
- 1977-1979:  Nando Yosu
- 1979:  Santi Gutiérrez Calle
- 1979-1980:  Laureano Ruiz
- 1980-1983:  Moruca
- 1983-1987:  José María Maguregui
- 1987-1988:  Delfín Álvarez
- 1988:  Santi Gutiérrez Calle
- 1988:  Hermann Stessl
- 1988-1990:  José Armando Ufarte
- 1990:  Pachín
- 1990-1992:  Felines
- 1992-1993:  Paquito García
- 1993-1994:  Javier Irureta
- 1994-1996:  Vicente Miera
- 1996:  Nando Yosu
- 1996-1998:  Marcos Alonso
- 1998-1999:  Nando Yosu
- 1999:  Miguel Sánchez
- 1999-2000:  Gustavo Benítez
- 2000:  Andoni Goikoetxea
- 2000-2001:  Gregorio Manzano
- 2001:  Gustavo Benítez
- 2001-2002:  Quique Setién
- 2002-2003:  Manolo Preciado
- 2003:  Chuchi Cos
- 2003:  Nando Yosu
- 2003-2005:  Lucas Alcaraz
- 2005:  Nando Yosu
- 2005-2006:  Manolo Preciado
- 2006:  Nando Yosu
- 2006:  Juan Ramón López Caro
- 2006-2007:  Miguel Ángel Portugal
- 2007-2008:  Marcelino García Toral
- 2008-2009:  Juan Ramón López Muñiz
- 2009:  Juan Carlos Mandiá
- 2009:  Juanjo González
- 2009-2011:  Miguel Ángel Portugal
- 2011:  Marcelino García Toral
- 2011:  Héctor Cúper
- 2011-2012:  Juanjo González
- 2012:  Álvaro Cervera
- 2012:  Juan Carlos Unzué
- 2012:  Fabri González
- 2013:  José Aurelio Gay
- 2013:  Alejandro Menéndez
- 2013-2015:  Paco Fernández
- 2015:  Javi Pinillos
- 2015-2016:  Pedro Munitis
- 2016-2018:  Ángel Viadero
- 2018:  Carlos Pouso
- 2018-2019:  Iván Ania
- 2019:  Cristóbal Parralo
- 2020:  José Luis Oltra
- 2020:  Javi Rozada
- 2020-2021:  Aritz Solabarrieta
- 2021-2022:  Guillermo Fernández Romo
- 2022-act.:  José Alberto López

## Registros
| Máximos goleadores | Máximos goleadores | Máximos goleadores | Más partidos disputados | Más partidos disputados | Más partidos disputados | Más temporadas disputadas | Más temporadas disputadas                          | Más temporadas disputadas |
| ------------------ | ------------------ | ------------------ | ----------------------- | ----------------------- | ----------------------- | ------------------------- | -------------------------------------------------- | ------------------------- |
| 1.                 | Óscar Rodríguez    | 236 goles          | 1.                      | José Ceballos           | 460 partidos            | 1.                        | Óscar Rodríguez/Pedro Alba/José Ceballos           | 16 años                   |
| 2.                 | José Saras         | 151 goles          | 2.                      | Quique Setién           | 369 partidos            | 2.                        | Felipe García                                      | 14 años                   |
| 3.                 | Enrique Larrinaga  | 90 goles           | 3.                      | Tuto Sañudo             | 346 partidos            | 3.                        | Juan Carlos García Herrero                         | 13 años                   |
| 4.                 | Quique Setién      | 78 goles           | 4.                      | Pedro Munitis           | 339 partidos            | 4.                        | Piru Ruiz/Quique Setién/José Moratón/Pedro Munitis | 12 años                   |
| 5.                 | Aitor Aguirre      | 69 goles           | 5.                      | Ramón Pérez Villita     | 333 partidos            | 5.                        | José Saras/Tino Lobera/Manolo Chinchón/Manolo Díaz | 11 años                   |
| Ver lista completa |                    |                    |                         |                         |                         |                           |                                                    |                           |

Nota: En negrita los jugadores activos en el club. Temporadas contabilizadas con ficha del primer equipo.

#### Jugadores internacionales
- Francisco Pagaza (1920-22): 7 partidos.
- Óscar Rodríguez (1925-27): 3 partidos y 1 gol.
- Enrique Larrinaga (1933): 1 partido y 1 gol.
- Nando García (1936): 1 partido.
- Rafael Alsúa (1954): 2 partidos y 1 gol.
- Pedro Munitis (1999-2000): 12 partidos y 2 goles.
- Salva Ballesta (2000): 2 partidos.

Mundiales
| *                                           | Mundial        | Año  | Jugadores        | Selección | P. J. | Goles |
| ------------------------------------------- | -------------- | ---- | ---------------- | --------- | ----- | ----- |
| Bandera de Estados Unidos                   | Estados Unidos | 1994 | Mutiu Adepoju    | Nigeria   | 4     | 0     |
|                                             |                |      | Dmitri Popov     | Rusia     | 1     | 0     |
|                                             |                |      | Dmitri Rádchenko | Rusia     | 3     | 1     |
| Bandera de Corea del Sur · Bandera de Japón | Corea y Japón  | 2002 | Mario Regueiro   | Uruguay   | 2     | 0     |
| Bandera de Sudáfrica                        | Sudáfrica      | 2010 | Mehdi Lacen      | Argelia   | 3     | 0     |

Eurocopas
| *                                                | Eurocopa               | Año  | Jugadores     | Selección | P. J. | Goles |
| ------------------------------------------------ | ---------------------- | ---- | ------------- | --------- | ----- | ----- |
| Bandera de Bélgica · Bandera de los Países Bajos | Bélgica y Países Bajos | 2000 | Olof Mellberg | Suecia    | 3     | 0     |
|                                                  |                        |      | Pedro Munitis | España    | 2     | 1     |
| Bandera de Austria · Bandera de Suiza            | Eurocopa 2008          | 2008 | Ebi Smolarek  | Polonia   | 3     | 0     |

Juegos Olímpicos
Medallistas olímpicos siendo jugadores del Real Racing Club de Santander:
| Medalla de oro              | Medalla de plata                                                 | Medalla de bronce |
| --------------------------- | ---------------------------------------------------------------- | ----------------- |
| Ezequiel Garay (Pekín 2008) | Francisco Pagaza (Amberes 1920) Ismael Ruiz Salmón (Sídney 2000) |                   |

Medallistas olímpicos que, antes o después de serlo, han jugado en el Real Racing Club de Santander:
| Medalla de oro | Medalla de plata | Medalla de bronce |
| --- | ---------------- | ----------------- |
| José Emilio Amavisca (Barcelona 1992) David Billabona (Barcelona 1992) Javier Manjarín (Barcelona 1992) Lautaro Acosta (Pekín 2008) Giovani dos Santos (Londres 2012) |                  |                   |

#### Capitanes
| Año       | Capitán                    |
| --------- | -------------------------- |
| 1966-1968 | Valentín Raba              |
| 1968-1971 | Chisco                     |
| 1971-1973 | José Luis García           |
| 1973-1976 | Manolo Chinchón            |
| 1976-1978 | Juan Carlos Pérez          |
| 1978-1980 | Geñupi                     |
| 1980-1982 | Manolo Preciado            |
| 1982-1983 | Francisco Javier Mantilla  |
| 1983-1985 | Quique Setién              |
| 1985-1989 | Pedro Alba                 |
| 1989-1991 | Juan Carlos García Herrero |
| 1991-1993 | Gelucho                    |
| 1993-1996 | Quique Setién              |
| 1996-1997 | Esteban Torre              |
| 1997-1991 | Jesús Merino               |
| 1999-2001 | José Emilio Amavisca       |
| 2001-2003 | José Ceballos              |
| 2003-2004 | Neru                       |
| 2004-2006 | José Moratón               |
| 2006-2008 | Pablo Pinillos             |
| 2008-2012 | Pedro Munitis              |
| 2012-2015 | Mario Fernández            |
| 2015-2016 | Francis Pérez              |
| 2016-2018 | Borja Granero              |
| 2018-2021 | Iván Crespo                |
| 2021-act. | Íñigo Sainz-Maza           |

#### Reconocimientos
Trofeo Pichichi
- En la Liga Española de Foot-ball (1):
  - Óscar Rodríguez (1927/1928).
- En Primera División (1):
  - Salva Ballesta (1999/00).
- En Segunda División (3):
  - Abel Fernández (1962/63).
  - Santillana (1970/71).
  - Quique Estebaranz (1988/89).

Trofeo Zarra
- En Segunda División (1):
  - Peque (2023/24).

Trofeo Chisco
Lo concede anualmente RNE en Cantabria en honor a Chisco, futbolista del Racing en los años 60 y 70, y va dirigido al jugador que más se ha entregado al club durante esa temporada.
| Temporada | Futbolista                   |
| --------- | ---------------------------- |
| 1976/77   | Rafael Zuviría               |
| 1977/78   | Juan Carlos Arteche          |
| 1978/79   | Pedro Camus Manolo Preciado  |
| 1979/80   | Geñupi                       |
| 1980/81   | Francisco Javier Mantilla    |
| 1981/82   | Tuto Sañudo                  |
| 1982/83   | Juan Carlos Verón            |
| 1983/84   | Chiri                        |
| 1984/85   | Chiri                        |
| 1985/86   | Tuto Sañudo                  |
| 1986/87   | Pedro Alba                   |
| 1987/88   | Benito Ballent               |
| 1988/89   | Jesús García Jiménez         |
| 1989/90   | Juan Carlos Pedraza          |
| 1990/91   | Benito Ballent Gelucho       |
| 1991/92   | Manolo Cantudo               |
| 1992/93   | Quique Setién                |
| 1993/94   | Pablo Alfaro                 |
| 1994/95   | José Ceballos                |
| 1995/96   | Mutiu Adepoju Luis Fernández |
| 1996/97   | Gabriel Schürrer             |
| 1997/98   | Sietes                       |
| 1998/99   | Pedro Munitis                |
| 1999/00   | Pedro Munitis                |
| 2000/01   | Gonzalo Colsa                |
| 2001/02   | José Moratón                 |
| 2002/03   | Javi Guerrero                |
| 2003/04   | Pablo Casar                  |
| 2004/05   | Dudu Aouate                  |
| 2005/06   | Vitolo                       |
| 2006/07   | Pedro Munitis                |
| 2007/08   | Gonzalo Colsa                |
| 2008/09   | Toño Martínez                |
| 2009/10   | Pablo Pinillos               |
| 2010/11   | No se entregó                |
| 2011/12   | Álvaro González              |
| 2012/13   | Mario Fernández              |
| 2013/14   | A toda la plantilla          |
| 2014/15   | Fede San Emeterio            |
| 2015/16   | César Caneda                 |
| 2016/17   | Dani Aquino                  |
| 2017/18   | Sergio Ruiz                  |
| 2018/19   | Sergio Ruiz                  |
| 2019/20   | Álvaro Cejudo                |
| 2020/21   | Pablo Torre                  |
| 2021/22   | Pablo Torre                  |
| 2022/23   | Iñigo Vicente                |
| 2023/24   | Iñigo Vicente                |

Trofeo Chisco de Honor
| Año  | Futbolista/institución |
| ---- | ---------------------- |
| 2005 | Nando Yosu             |
| 2006 | Paco Gento             |
| 2007 | Santillana             |
| 2008 | Real Racing Club       |
| 2009 | Pachín                 |
| 2010 | Marquitos              |
| 2022 | Chisco                 |

Trofeo Óscar
Trofeo entregado conjuntamente por las peñas Aúpa Racing y El Cachopo al máximo goleador racinguista de cada temporada. Su nombre hace referencia a Óscar Rodríguez, máximo goleador de la historia del club.
| Temporada | Futbolista      | Goles |
| --------- | --------------- | ----- |
| 2016/17   | Dani Aquino     | 23    |
| 2017/18   | Dani Aquino     | 13    |
| 2018/19   | Jon Ander Pérez | 10    |
| 2019/20   | Álvaro Cejudo   | 9     |
| 2020/21   | Cedric Omoigui  | 10    |
| 2021/22   | Cedric Omoigui  | 14    |
| 2022/23   | Iñigo Vicente   | 7     |
| 2022/23   | Peque           | 18    |

## Directiva
| Período   | Presidente                | Observaciones            |
| --------- | ------------------------- | ------------------------ |
| 1913-1916 | Ángel Sánchez Losada      |                          |
| 1916-1918 | José Nova Eterna          |                          |
| 1918-1920 | Benigno Díaz              |                          |
| 1920      | Juan Pombo                |                          |
| 1921-1924 | Emilio de Arri            |                          |
| 1924      | Ramón Santiuste           | (1.er mandato)           |
| 1924-1925 | Tomás Agüero              |                          |
| 1925-1927 | Carlos Esteve             |                          |
| 1928      | Francisco Brena           |                          |
| 1928-1930 | Fernando Pombo            | (1.er mandato)           |
| 1930      | Ramón Santiuste           | (2.º mandato)            |
| 1930-1933 | Fernando Pombo            | (2.º mandato)            |
| 1933-1936 | José María de Cossío      |                          |
| 1936-1937 | Gonzalo Muñoz             |                          |
| 1938-1939 | Arnaldo de la Llama       |                          |
| 1940-1942 | Rafael Pombo              |                          |
| 1942-1946 | César Hermosilla          |                          |
| 1946-1947 | Ramón Santituste          | (3.er mandato)           |
| 1947-1948 | Luis Pombo                |                          |
| 1948-1953 | Manuel San Martín         |                          |
| 1953-1955 | Basilio de la Riva        |                          |
| 1955-1959 | Ricardo Naveda            |                          |
| 1959-1963 | Jesús Vidal de la Peña    |                          |
| 1963      | José Luis Terán           |                          |
| 1963-1967 | Luis Sedano               |                          |
| 1967-1973 | Valentín Valle            |                          |
| 1973-1979 | José Manuel López-Alonso  |                          |
| 1979-1987 | José Luis Cagigas         |                          |
| 1987-1992 | Emilio Bolado             |                          |
| 1992-1996 | Pancho Mora               |                          |
| 1996-1997 | Manuel Huerta             | (1.er mandato)           |
| 1997-2001 | Miguel Ángel Díaz         |                          |
| 2001-2003 | Ángel Gutiérrez Coterillo |                          |
| 2003      | Dmitri Piterman           |                          |
| 2003-2004 | Santiago Díaz             |                          |
| 2004-2006 | Manuel Huerta             | (2.º mandato)            |
| 2006-2011 | Francisco Pernía          |                          |
| 2011-2012 | Vacante                   | Administración concursal |
| 2012-2014 | Ángel Lavín "Harry"       |                          |
| 2014-2015 | Tuto Sañudo               |                          |
| 2015-2018 | Manolo Higuera            | (1.er mandato)           |
| 2018-2023 | Alfredo Pérez             |                          |
| 2023-act  | Manolo Higuera            | (2.º mandato)            |

### Junta directiva

#### Consejo de Administración
- Presidente:
  -  Manolo Higuera.

- Vicepresidente:
  -  Juanjo Uriel.

- Consejeros:
  -  Daniel Berasategui.
  -  Jaime Cano.
  -  Sebastián Ceria.
  -  Eva Fernández.
  -  Miriam Peña.
  -  Francisco Royano.
  -  Juanjo Uriel.

- Secretario:
  -  Alejandro López-Tafall.

#### Otros cargos
- Propietarios:
  -  Sebastián Ceria.
  -  Manolo Higuera.

- Director general:
  -  Felipe Llamazares.

- Director deportivo:
  -  Mikel Martija.

- Director de comunicación y portavoz:
  -  Roberto González.

- Jefe de prensa:
  -  Enrique Palacio.

- Director de relaciones institucionales:
  -  Víctor Diego.

- Director de marketing:
  -  Pablo Norberto Ruiz.

- Responsable de patrocinios:
  -  María Carboneras.

- Coordinador de las categorías inferiores:
  -  Gonzalo Colsa.

- Director de la Fundación Racing:
  -  César Anievas.

- Representante institucional del Rayo Cantabria:
  -  Juan Abando.

### Máximos accionistas
| Período   | Máximo accionista                                          |
| --------- | ---------------------------------------------------------- |
| 1992-1996 | Ayuntamiento de Santander Diputación Regional de Cantabria |
| 1996-2003 | Santiago Díaz                                              |
| 2003      | Dmitri Piterman                                            |
| 2003-2004 | Santiago Díaz                                              |
| 2004-2005 | Gobierno de Cantabria                                      |
| 2005-2006 | Francisco Olmedo                                           |
| 2006-2007 | Ramiro Cid                                                 |
| 2007-2011 | Jacobo Montalvo                                            |
| 2011-2014 | Ahsan Ali Syed                                             |
| 2014      | Onur Arslan                                                |
| 2014      | Jacobo Montalvo                                            |
| 2014-2015 | Consejo de Administración                                  |
| 2015-2017 | Pequeños accionistas y Asociación de Exjugadores           |
| 2017-2023 | Pedro Ortiz Alfredo Pérez                                  |
| 2023-act. | Sebastián Ceria Manolo Higuera.                            |

## Filiales

### Rayo Cantabria

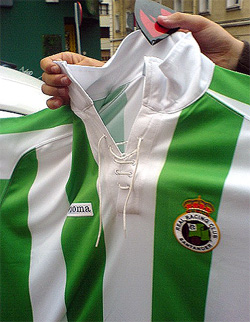
Camiseta de la tercera equipación del Racing de Santander durante la temporada 2006-07

El Rayo Cantabria es el equipo filial del club. Entre 1992 y 2019 pasó a llamarse Real Racing Club de Santander "B", obligado por la conversión del club racinguista en sociedad anónima deportiva, recuperando su nombre original en verano de 2019. En la temporada 2010-11 militó en la Tercera División de España tras perder la categoría. Sin embargo, un año después vuelve al grupo II de Segunda división B, donde se encontrará a otros dos equipos cántabros: la Real Sociedad Gimnástica de Torrelavega y la Sociedad Deportiva Noja.

### Antecesores
- El primer equipo filial del club santanderino fue el New Racing, que disputó la Serie B del Campeonato Regional en los años 20.
- En los años 40 y 50 el club contó como filial con el Club Deportivo Juventud Real Santander (siendo el nombre oficial del primer equipo Real Santander SD por causa de la dictadura franquista). El Juventud RS llegó a actuar en Categoría Nacional al alcanzar la Tercera División en 1950-51.
- El Real Santander Aficionados alcanzó la Primera Regional en los años 60, mientras que el Racing Aficionados jugó en Regional Preferente cinco temporadas (1974-75 y 1976-77 a 1979-80).
- El Rayo Cantabria entre las temporadas 2002-03 y 2006-07.
- El Racing Primavera: El 4 de julio de 2007 se anunció que el presidente del Racing, Francisco Pernía había firmado un convenio de colaboración con el Esporte Clube Primavera por cinco años para promover la formación de jugadores. El equipo brasileño se llamó Racing Primavera.[101]
- El Reocín Racing: Equipo femenino verdiblanco, ascendió a la Superliga en la temporada 2009-10. La temporada 2010-11 logró la permanencia. La campaña 2011-12 descendió a Segunda División.

## Secciones
Si bien en la actualidad el club sólo mantiene equipos de fútbol, a lo largo de la historia el Racing ha tenido equipos compitiendo en otras disciplinas deportivas, algunas de ellas por convenios con clubs preexistentes (caso de la actual sección de fútbol femenino, por convenio con la Reocín).
- Atletismo: el Racing mantuvo una sección de atletismo, creada en 1958[102] y activa al menos hasta 1966. En ese año 1966 Alberto Díaz de la Gándara representando al Racing logró el récord absoluto de Cantabria de lanzamiento de peso en pista cubierta (7kg).[103]
- Baloncesto: al menos en los años 40, 60 y 70 (en los 70 en colaboración con los salesianos), el Racing tuvo equipo de baloncesto. En 1942 el equipo logró el Campeonato Provincial.[104] En la temporada 1976-77, tras eliminar al Lasalle de Bilbao, el Lasalle-Racing logró el ascenso a categoría nacional (Tercera División).[105]
- Balonmano: el club fue uno de los pioneros en el balonmano a once (jugado en campos de hierba) en los comienzos de ese deporte en Cantabria. Posteriormente, y durante un breve espacio de tiempo, el Club Balonmano Cantabria fue propiedad del Racing, si bien este nunca dejó de competir con su propio nombre, uniforme y escudo.[106]
- Bolo palma: entre 1977 y 1981 el Racing mantuvo una peña bolística, primero denominada PB Real Racing Club (1977-80) y después PB Racing-Modas Gaÿfor (1981). A continuación, una vez desvinculada del Racing, la peña siguió compitiendo como Modas Gaÿfor hasta 1983. Esta peña compitió en la máxima categoría de los bolos entre 1979 y 1983, con sendos quintos puestos en 1979 y 1981 como mejor clasificación.[107]
- Hockey hierba: en los años 60 el Racing también contó con una sección de hockey sobre hierba.[108]
- Rugby: en los años 70 la sección de rugby, el Racing RC, fue uno de los clubs que inauguraron la extinta Liga Regional.
- Voleibol: merced a un convenio con el equipo Voleibol José María de Pereda de Primera División (máxima categoría de aquel entonces), el club se denominó Pereda Racing la temporada 1978-79. Quedó clasificado en 10.ª posición y logró la permanencia.[109]